# Schlumberger

A Schlumberger (NYSE: SLB) é a maior empresa prestadora de serviços de petróleo do mundo. A Schlumberger emprega aproximadamente 126 mil funcionários de mais de 140 nacionalidades que trabalham em mais de 85 países. Seus escritórios principais estão localizados na cidade de Houston, nos Estados Unidos, em Paris, na França e em Haia, na Holanda.

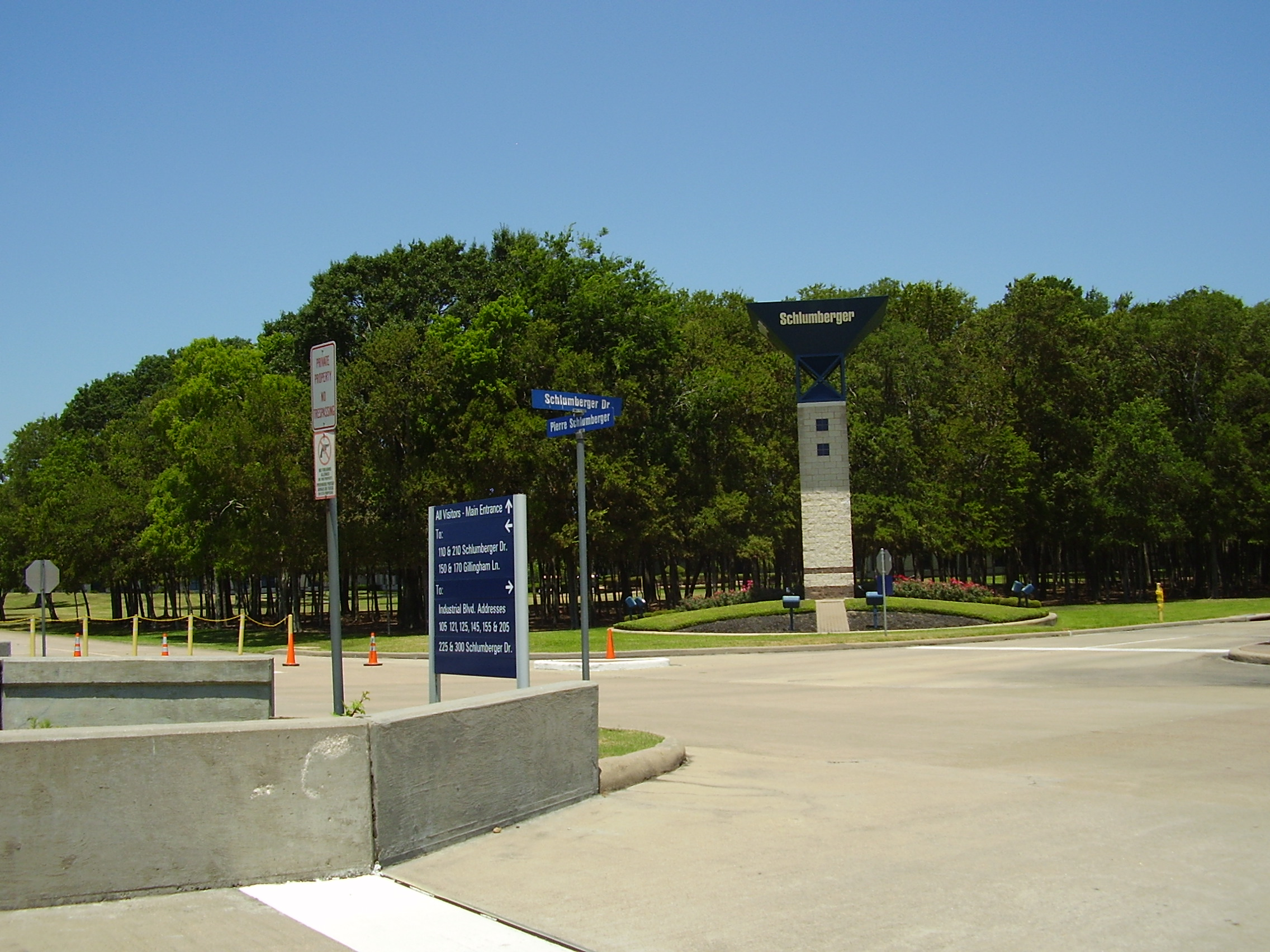
Complexo da Schlumberger em Sugar Land, Texas

## História
A Schlumberger foi fundada em 1926 pelos irmãos franceses Conrad e Marcel Schlumberger como a Société de Prospection Électrique (Companhia de Prospecção Elétrica). A companhia achou pela primeira vez petróleo em Merkwiller-Pechelbronn, na França em 1927.
Hoje a Schlumberger presta diversos serviços a indústria petroleira como aquisição e processamento sísmico, prospecção, perfuração e manutenção de poços de petróleo, fraturação e estimulação hidráulica, além de consultoria e desenvolvimento de sistemas de informação. A companhia também está envolvida com extração de petróleo em plataformas marítimas e na indústria de captura e armazenagem de carbono.

## Centros de Pesquisa
Com 125 instalações de Pesquisa e Engenharia em todo o mundo, Schlumberger investe no desenvolvimento de tecnologia inovadora que agrega valor aos clientes. Schlumberger constantemente investe mais em Pesquisa e Engenharia a cada ano do que todas as outras empresas de serviços de petróleo. A Schlumberger opera centros de pesquisas em Cambridge na Inglaterra; Cambridge, Massachusetts nos Estados Unidos; Moscou, na Rússia; Stavanger, na Noruega; Rio de Janeiro, no Brasil e Dhahran, na Arábia Saudita.

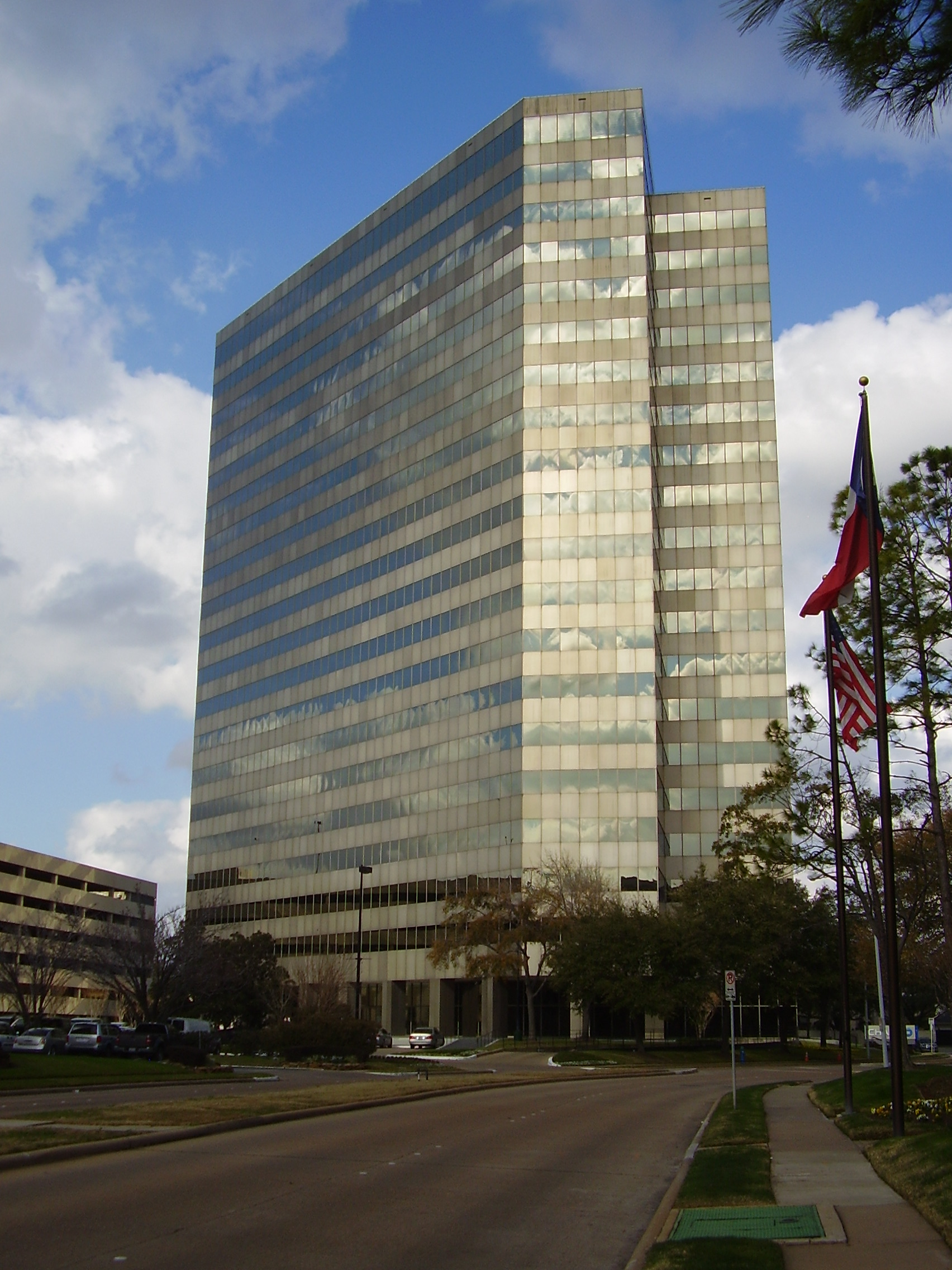
A sede da Schlumberger em Houston.